# Zafar Cholmurodov
Zafar Cholmurodov (Shahrisabz, 15 ottobre 1976) è un allenatore di calcio ed ex calciatore uzbeko, di ruolo attaccante.
È il secondo giocatore uzbeko sia per numero di reti complessive (238) sia per numero di reti nella storia del campionato uzbeko dietro al solo Anvar Berdiev (265). Risulta al quinto posto nella classifica dei migliori marcatori della Coppa dell'Uzbekistan (32). Nel 2000, dopo aver segnato 30 gol in 37 giornate di campionato (tra i marcatori stagionali risulta dietro l'inarrivabile Jafar Irismetov, che ne realizza 45 nelle stesse partite), è votato secondo miglior calciatore uzbeko dell'anno.